# Callidium coriaceum
Callidium coriaceum là một loài bọ cánh cứng trong họ Cerambycidae.